# Quatuor Arpeggione

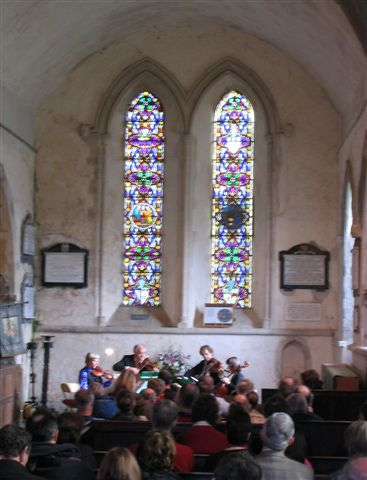
L'Arpeggione dans le Kent en 2005

Le Quatuor Arpeggione est un quatuor à cordes français fondé en 1988. Ses membres actuels sont  :
- Isabelle Flory, violon
- Jean Luc Richardoz, violon
- Artchyl Kharadze, alto
- Paruyr Shahazizyan violoncelle

Les critiques reconnaissent vite l'identité du jeune ensemble qui se caractérise par « un tempérament passionné, un style remarquable et une grande finesse d'interprétation » (Le Monde, 07/1988).
Les grands maîtres de la musique de chambre, issus d'illustres quatuors (LaSalle, Alban Berg, Amadeus) reconnaissent le talent exceptionnel du quatuor. Sept ans plus tard, pour la célébration de ses 80 ans, Lord Yehudi Menuhin l'invite à donner un récital au Palais de l'Élysée.
En 1990, le Quatuor Arpeggione est distingué par la critique lors de sa première apparition à Salzbourg. Il est dorénavant invité dans les plus grands festivals et mène sa carrière en Europe, aux États-Unis, en Amérique latine et au Proche-Orient.
En mars 1999, le Quatuor Arpeggione fête ses 10 ans au Théâtre des Champs-Élysées en jouant l'intégrale de la musique pour quatuor à cordes de Schumann - les trois quatuors opus 41 suivis du quintette avec piano.
Le Quatuor Arpeggione se voit régulièrement confier des créations de compositeurs vivants Arthur Aharonian, Nicolas Bacri, Anthony Girard, Betsy Jolas, Denis Levaillant ou encore le compositeur canadien Glenn Buhr. Désormais, il est familier de compositeurs tels que Henryk Górecki, Giya Kancheli et Mikheil Odzeli. Il est l'interprète privilégié de Sulkhan Tsintsadze.